# Mitsubishi Ki-30
Mitsubishi Ki-30 (яп. 九七式軽爆撃機, Легкий армійський бомбардувальник Тип 97) — серійний легкий бомбардувальник Імперської армії Японії періоду Другої світової війни.
Кодова назва союзників — «Енн» (англ. Ann). Радянська кодова назва - «ЛБ-97».

## Історія створення
В середині 1930-х років командування Імперської армії Японії в рамках програми модернізації армійської авіації оголосив конкурс на створення легкого бомбардувальника для заміни застарілих Mitsubishi Ki-2 та Kawasaki Ki-3. За умовами технічного завдання сформованого в травні 1936 року літак мав мати крейсерську швидкість 300 км/г, максимальну - 400 км/г, нести бомбове навантаження 300-450 кг, набирати висоту 3000 м не більше 8 хв, бути озброєним двома 7,7-мм кулеметами - синхронним та в турелі стрільця. При цьому маса спорядженого літака не повинна була перевищувати 3200 кг. Крім бомбометання з горизонтального польоту літак мав бути пристосований для скидання бомб з пікірування під кутом до 60°.
В конкурсі взяли участь 4 фірми - Mitsubishi, Kawasaki, Nakajima та Tachikawa. Літаки Tachikawa Ki-29 та Nakajima Ki-31 були відхилені, а Mitsubishi Ki-30 та Kawasaki Ki-32 зрештою були запущені в серійне виробництво.
Інженери фірми Mitsubishi спочатку вирішили обмежитись адаптацією розвідника Mitsubishi Ki-15 під нові вимоги, який саме цей час запускався у серійне виробництво. Але виявилось, щоб без серйозніших змін у конструкції неможливо організувати внутрішньо-фюзеляжний бомбовідсік. В результаті новий літак, зберігши основні риси Ki-15, став середньопланом. Шасі, як і на Ki-15, так і на машині конкурентів Ki-32, не складались, хоча спочатку розглядався варіант зі складним шасі, але після тестів в аеродинамічній трубі виявилось що приріст швидкості не перекриватиме приріст маси.
Перший прототип, Ki-30.01 з 14-циліндровим двигуном повітряного охолодження Mitsubishi Ha-6 потужністю 825 к.с. був готовий у 28 лютого 1937 року. Незабаром був готовий і другий прототип Ki-30.02 з двигуном Nakajima Ha-5 потужністю 950 к.с. Льотні параметри Ki-30.02 стали значно вищими: літак розвинув швидкість 432 км/г, відзначався легкістю управління та маневреністю, хоча і виявився дещо важчим за специфікацію. Для серійного виробництва вибрали саме цей варіант.
У вересні 1937 року фірма Mitsubishi отримала замовлення на виготовлення 16 передсерійних машин з покращеними двигунами Nakajima Ha-5 KAI. На відміну від прототипів, на цих літаках перенесли кулемет зі стійки шасі на крило та зняли обтічник із зовнішньої сторони колеса, що полегшувало зліт з розмоклих полів. 
У 1938 році літак був прийнятий на озброєння під назвою «Легкий армійський бомбардувальник Тип 97» (або Ki-30). На заводі Mitsubishi в Нагої з 1938 по 1940 рік було виготовлено 618 літаків (не враховуючи двох прототипів і 16 передсерійних машин), ще 68 літаків було виготовлено на армійському арсеналі в Татікаві.

## Тактико-технічні характеристики

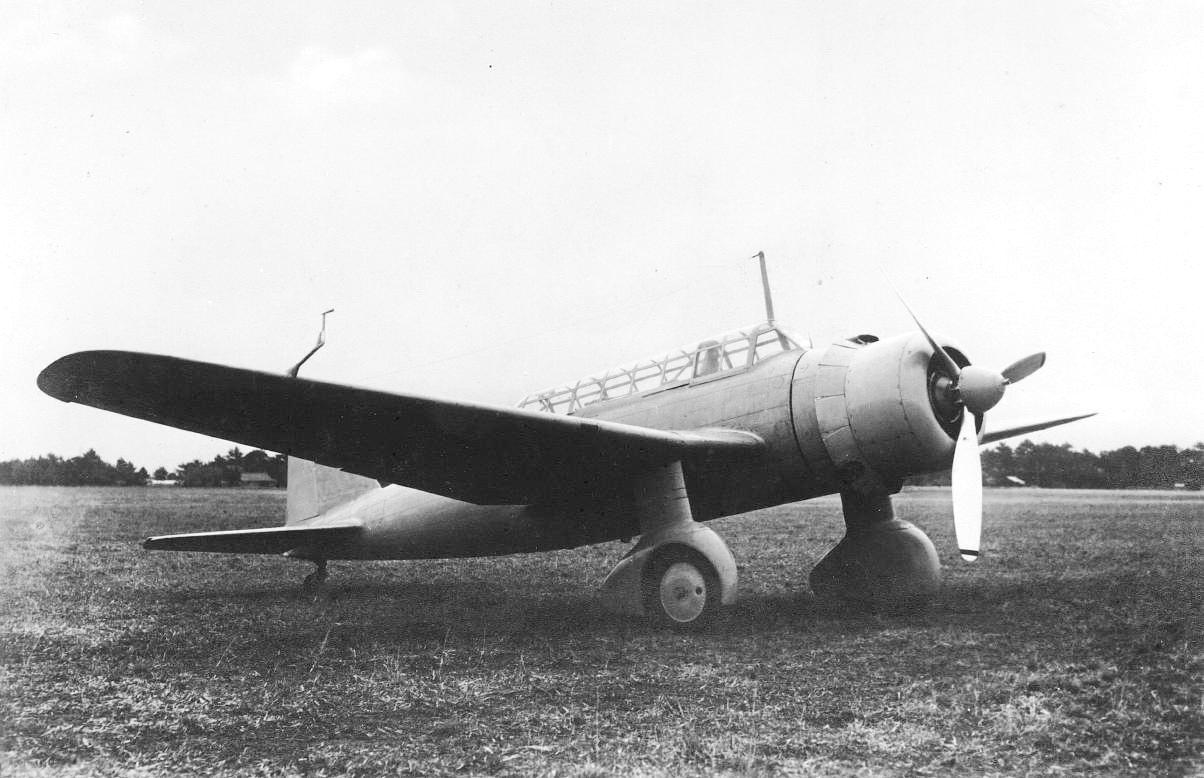
Завершений Ki-30 на фабриці.

### Технічні характеристики
- Екіпаж: 2 чоловіка
- Довжина: 10,35 м
- Висота: 3,65 м
- Розмах крила: 14,55 м
- Площа крила: 30,58 м ²
- Маса порожнього: 2 230 кг
- Маса спорядженого: 3 320 кг
- Навантаження на крило: 108,6 кг/м ²
- Двигун: 1 х Nakajima Ha-5
- Потужність: 950 к. с.
- Питома потужність: 3.5 кг/к.с.

### Льотні характеристики
- Крейсерська швидкість: 380 км/г
- Максимальна швидкість: 432 км/г на висоті 4000 м
- Практична дальність: 1 700 км
- Практична стеля: 8 570 м
- Швидкість підйому: на висоту 5000 м за 10 хв. 36 с.

### Озброєння
- Кулеметне:2 × 7,7-мм кулемети «тип 89»
- Бомбове навантаження:
  - нормальне - 300 кг бомб
  - максимальне - 450 кг бомб

## Історія використання

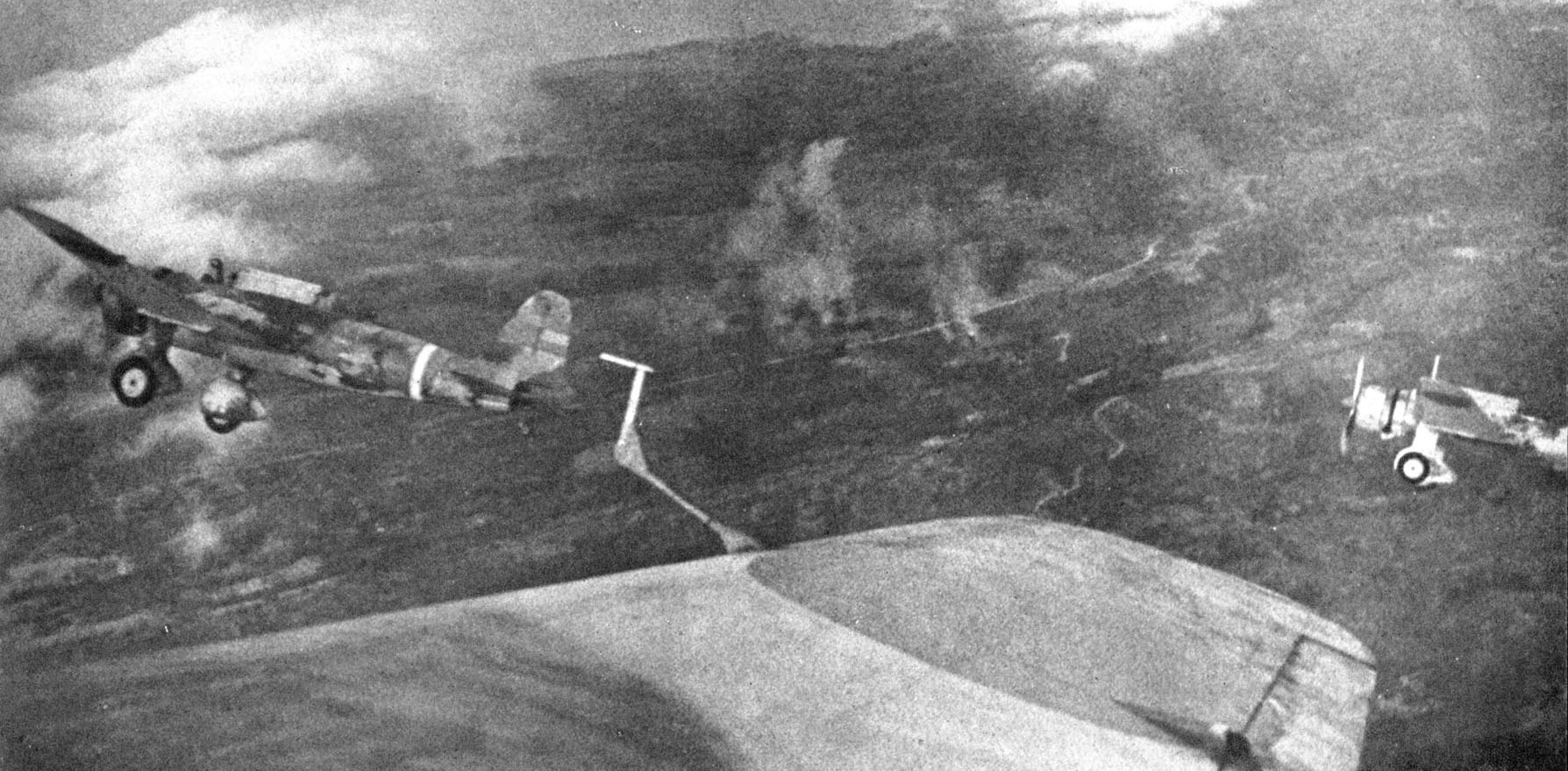
Ki-30 над Батааном, 1942 рік

Бойова кар'єра Ki-30 розпочалась у 1938 році в Китаї, де він зарекомендував себе надійним літаком. Втрати були порівняно невеликими, оскільки Ki-30 діяли під прикриттям винищувачів Nakajima Ki-27. З травня 1939 року Ki-30 в складі 10-го і 16-го авіазагонів брали участь в боях на Халхин-Голі, в яких було втрачено 18 літаків: 11 збитих та 7 списаних через поломки.
На початок війни на Тихому океані частини, на озброєнні яких стояли Ki-30, в основному використовувались в Китаї. Але коли на озброєння ВПС Китаю стала надходити нова техніка, якою часто керували досвідчені англійські та американські пілоти, втрати Ki-30 стали рости. Далась взнаки низька швидкість, слабе озброєння та низька живучість літаків. 
Ki-30 використовувались в Індокитаї, Формозі,  на Філіппінах. Першою бойовою операцією Ki-30 стали демонстративні польоти 8 грудня 1941 року над територією Таїланду з метою схилити уряд цієї країни до співпраці з Японією. Місія закінчилась повним успіхом, 23 та 25 грудня Ki-30 разом з Mitsubishi Ki-21 бомбили Рангун.
Також Ki-30 в складі 90-го авіазагону брали участь в операціях на Малайї, Суматрі та Яві. На Філіппінах Ki-30 16-го авіазагону бомбили фортецю Коррехідор, аеродроми на Батаані та інші об'єкти. На той момент практично вся авіація союзників була вибита з Філіппін, і Ki-30 діяли, майже не зустрічаючи опору, що створило ілюзію невразливості машини. Але коли 22 грудня 1941 Ki-30 року здійснили наліт на Батаан без прикриття винищувачів, вони були атаковані залишками американської авіації. Ціною втрати двох літаків американці збили 11 бомбардувальників Ki-30.
До середини 1942 року Ki-30 були виведені зі стройових частин, але ще тривалий час використовувались у льотних школах. Наприкінці війни декілька Ki-30 використовувались в атаках камікадзе.
У грудні 1940 року 24 літаки Ki-30 отримали ВПС Таїланду. В січні 1941 року вони брали участь в бойових діях проти французів в Індокитаї. Надалі вони експлуатувались до кінця 1940-х років.
Три захоплені літаки використовувались як навчальні ВПС Китаю до початку 1950-х років.

## Оператори
Японська імперія
- ВПС Імператорської армії Японії
  - 6-й авіазагін ВПС
  - 8-й авіазагін ВПС
  - 10-й авіазагін ВПС
  - 16-й авіазагін ВПС
  - 31-й авіазагін ВПС
  - 32-й авіазагін ВПС
  - 35-й авіазагін ВПС
  - 90-й авіазагін ВПС
  - 82-а окрема рота ВПС
  - 87-а окрема рота ВПС

 КНР
- Повітряні сили Китайської Народної Республіки